# Cantonul Aire-sur-la-Lys
Cantonul Aire-sur-la-Lys este un canton din arondismentul Saint-Omer, departamentul Pas-de-Calais, regiunea Nord-Pas-de-Calais, Franța.

## Comune
| Comune          | Populație (1999) | Cod poștal | Cod INSEE |
| --------------- | ---------------- | ---------- | --------- |
| Aire-sur-la-Lys | 9.661            | 62120      | 62014     |
| Clarques        | 233              | 62129      | 62226     |
| Ecques          | 1.781            | 62129      | 62288     |
| Herbelles       | 458              | 62129      | 62431     |
| Heuringhem      | 1.287            | 62575      | 62452     |
| Inghem          | 302              | 62129      | 62471     |
| Mametz          | 1.716            | 62120      | 62543     |
| Quiestède       | 665              | 62120      | 62681     |
| Racquinghem     | 2.334            | 62120      | 62684     |
| Rebecques       | 398              | 62120      | 62691     |
| Roquetoire      | 1.621            | 62120      | 62721     |
| Thérouanne      | 1.045            | 62129      | 62811     |
| Wardrecques     | 1.068            | 62120      | 62875     |
| Wittes          | 687              | 62120      | 62901     |